# Миколенко, Ефросиния Макаровна
Ефросиния Макаровна Миколенко (укр. Єфросинія Макарівна Миколенко; 25 сентября 1908 год, хутор Курилехов, Полтавский уезд, Полтавская губерния — 24 января 1995 год, село Степное, Полтавский район, Полтавская область, Украина) — колхозница, звеньевая совхоза имени Красной Армии Министерства совхозов СССР Полтавского района, Полтавская область, Украинская ССР. Герой Социалистического Труда (1948).

## Биография
Родилась 25 сентября 1908 года в крестьянской семье на хуторе Курилехов (сегодня — Курилеховка Полтавского района). Получила начальное образование. С 1927 года проживала в городе Константиновка, где до начала Великой Отечественной войны работала на стеклозаводе.
После освобождения Полтавской области в 1943 году от немецких захватчиков работала в совхозе имени Красной Армии Полтавского района. В этом же году была назначена звеньевой полеводческого звена, которое возглавляла до выхода на пенсию. В 1947 году звено Ефросинии Миколенко собрало в среднем по 31,58 центнеров пшеницы с каждого гектара на участке площадью 12 гектаров. В 1948 году удостоена звания Героя Социалистического Труда «за получение высоких урожаев пшеницы и ржи при выполнении совхозом плана сдачи государству сельскохозяйственных продуктов в 1947 году и обеспеченности семенами зерновых культур для весеннего сева 1948 года».
В 1957 году вышла на пенсию. Проживала в селе Степное Полтавского района, где скончалась в 1995 году.

## Награды
- Герой Социалистического Труда — указом Президиума Верховного Совета СССР от 13 марта 1948 года
- Орден Ленина